# Угли (селище)
Угли — селище в Україні, у Семенівській міській громаді Новгород-Сіверського району Чернігівської області. Населення становить 64 особи. До 2020 року орган місцевого самоврядування — Олександрівська сільська рада.

## Історія
12 червня 2020 року, відповідно до розпорядження Кабінету Міністрів України № 730-р «Про визначення адміністративних центрів та затвердження територій територіальних громад Чернігівської області», селище увійшло до складу Семенівської міської громади.
19 липня 2020 року, в результаті адміністративно-територіальної реформи та ліквідації Семенівського району, селище увійшло до складу Новгород-Сіверського району.